# 島原インターチェンジ
島原インターチェンジ（しまばらインターチェンジ）は、長崎県島原市にある島原道路のインターチェンジである。なお、当IC-島原三会IC間は、長崎県道58号愛野島原線（がまだすロード）に指定されている。

## 道路
- 島原道路

## 接続する道路
- 長崎県道58号愛野島原線

## 歴史
- 1994年12月 : がまだすロード・当IC-島原三会IC間 計画路線指定
- 1997年4月 : 島原中央道路・島原南IC-当IC間 都市計画決定
- 2001年4月 : 島原中央道路・島原南IC-当IC間 事業化
- 2004年3月24日 : がまだすロード・当IC-島原三会IC (2.2km)間開通
- 2007年3月 : 島原中央道路・島原南IC-当IC間 着工開始
- 2012年10月8日 : 島原中央道路・島原南IC-当IC (4.5km)間開通

## 隣
島原道路
島原外港IC - 島原IC - 島原三会IC